# 성산 이씨
성산 이씨(星山李氏)는 경상북도 성주군을 본관으로 하는 한국의 성씨다. 시조는 신라말의 호족 이능일(李能一)이다.

## 역사
성산이씨(星山李氏)는 신라(新羅)의 지방호족(地方豪族)으로 그때의 성향(姓鄕)도 성산(星山)이라 했다. 후에 고려에서 조선으로 나라가 바뀌자 정조(正祖 1776-1800)때 조령(朝令)으로“모든 공적(公的 기록에는 일체(一切) 구호관향(舊號貫鄕)을 쓰지 못한다.”는 국령(國令)이 내려 星州의 육이(六李) 즉 星山李氏 星州李氏 碧珍李氏 京山李氏 廣平李氏 加利李氏 등도 한때 관향을 통일하여 星州李氏로 불리어진 때가 있었으나 오늘 날에 이르러서는 각자의 정확한 본관을 다시 부르게 되어 오기(誤記) 혼동(混同)이 여러 번 있기도 했다. 1914년에 이르러 대종회 회의(大宗會 會議)에서 관향(貫鄕)은 시조(始祖)의 성향(姓鄕)을 따른다 하여 신라(新羅) 때의 지명인 성산(星山)으로 정했다.
시조 이능일(能一)은 신라 말, 지용(智勇)을 겸전한 장수로서 성산(星山=現 星州) 일대를 통치해온 지방 호족이다.
고려태조 8년(925) 겨울에 왕이 견훤(甄萱)을 정벌하기 위하여 군사를 이끌고 조물군(曹勿郡: 현 경북 서북부지방)에 이르러 시조공을 본부장군(本部將軍)으로 삼으니 시조공은 최언(崔彥)과 더불어 민병(民兵) 600여명을 거느리고 견훤을 토벌하는 등 12년 동안 왕건을 도와 후삼국(後三國)을 수훈(殊勳)을 세웠다.
태조가 천수(天授) 19년(936)에 삼한 통일의 대업을 완수하고 공신들에게 대상(大賞)을 내릴 때 우리 시조공의 좌명(佐命)의 공을 높이 찬양하여 초휘(初諱) 능(能) 자에 삼한통일의 일(一)자를 가하여 능일(能一)로 사명하고 벼슬을 정일품인 개국벽상좌명공신(開國擘上左命功臣) 삼중대광(三重大匡) 사공(司空)으로 높이고 왕녀 정순대장궁주(淨順大長宮主)와 짝지어 부마(駙馬)로 삼았다.
태조 23년(940)에 개경 신흥사(新興寺)에 공신당(功臣堂)을 짓고 당내 동서 벽상에 삼한통일의 좌명공신(佐命功臣)들의 화상(畵像)을 그릴 때 시조공의 화상도 함께 그려졌으며 전국의 주군제도(州郡制度)를 개혁할 때 시조공의 공훈을 길이 기념하기 위하여 공의 소거지인 성산, 신안, 적산, 수동, 계자 등 오현(五縣)을 통합하여 경산부(京山府)로 승역하고 경산부의 으뜸인 성산군을 봉지(封地)로 삼아 성산백으로 봉하였으니 이로 인하여 후손들이 본관(本貫)을 성산(星山)으로 하였다.

## 참고 자료
- “성산이씨(星山李氏)”. 뿌리를 찾아서.[깨진 링크(과거 내용 찾기)]